# Жоао Кунья е Сілва
Жоао Кунья е Сілва (порт. João Cunha e Silva; нар. 27 листопада 1967) — колишній португальський тенісист.
Найвищу одиночну позицію світового рейтингу — 108 місце досяг 15 квітня 1991, парну — 72 місце — 13 березня 1989 року.
Здобув 2 парні титули.
Найвищим досягненням на турнірах Великого шолома було 2 коло в одиночному розряді.
Завершив кар'єру 2000 року.

## Фінали

### Парний розряд: 4 (2–2)
| Легенда                         |
| Турніри Великого шлему (0/0)    |
| Чемпіонат світу туру ATP (0/0)  |
| Серія Мастерс ATP (0/0)         |
| Серія ATP Інтернешнл Ґолд (0/0) |
| Серія ATP Інтернешнл (2/2)      |

| Титули за покриттям |
| Тверде (1/1)        |
| Ґрунт (1/1)         |
| Трава (0/0)         |
| Килим (0/0)         |

| Результат | W/L | Дата     | Турнір              | Покриття   | Партнер       | Суперники                        | Рахунок       |
| --------- | --- | -------- | ------------------- | ---------- | ------------- | -------------------------------- | ------------- |
| Поразка   | 0–1 | Бер 1989 | Нансі, Франція      | Тверде (i) | Едуардо Массо | Удо Ріглевскі Тобіас Свантессон  | 6–4, 6–7, 7–6 |
| Перемога  | 1–1 | Жов 1992 | Тель-Авів, Ізраїль  | Тверде     | Майк Бауер    | Марк Куверманс Тобіас Свантессон | 6–3, 6–4      |
| Поразка   | 1–2 | Бер 1995 | Касабланка, Марокко | Ґрунт      | Емануел Коуту | Томас Карбонелл Франсіско Ройг   | 6–4, 6–1      |
| Перемога  | 2–2 | Бер 1997 | Касабланка, Марокко | Ґрунт      | Нуно Маркес   | Карім Аламі Хішам Аразі          | 7–6, 6–2      |